# Detective (film 2005)
Detective è un film per la televisione del 2005 diretto da David S. Cass Sr.. Il film è conosciuto anche con il titolo Arthur Hailey's Detective.
È un film poliziesco statunitense con Tom Berenger, Cybill Shepherd, Annabeth Gish, Rick Gomez, Frank Whaley, Wanda De Jesus e Rutanya Alda. È basato sul romanzo del 1997 Detective di Arthur Hailey.

## Produzione
Il film, diretto da David S. Cass Sr. su una sceneggiatura di Philip Rosenberg con il soggetto di Arthur Hailey (autore del romanzo), fu prodotto da Lincoln Lageson e Randy Pope per la Alpine Medien Productions e la Hallmark Entertainment e la Larry Levinson Productions e la Silverstar Ltd.

## Distribuzione
Il film fu trasmesso negli Stati Uniti nel 2005  sulla rete televisiva Hallmark Channel. È stato poi distribuito negli Stati Uniti in DVD nel 2005 dalla Lions Gate Films Home Entertainment.
Altre distribuzioni:
- in Ungheria il 16 aprile 2005
- nei Paesi Bassi il 10 maggio 2005 (in DVD)
- in Malaysia nel settembre del 2005
- nelle Filippine nel settembre del 2005
- nel Regno Unito nel settembre del 2005
- in Australia il 10 ottobre 2005
- negli Stati Uniti il 22 novembre 2005 (in DVD)
- in Francia il 11 gennaio 2006
- in Spagna il 30 aprile 2006
- in Giappone il 18 dicembre 2010 (parte 1) e il 26 dicembre 2010 (parte 2)
- in Grecia (Detective)
- in Ungheria (Detektív)